# Nephodia deformata
Nephodia deformata là một loài bướm đêm trong họ Geometridae.